# Leona Detiège

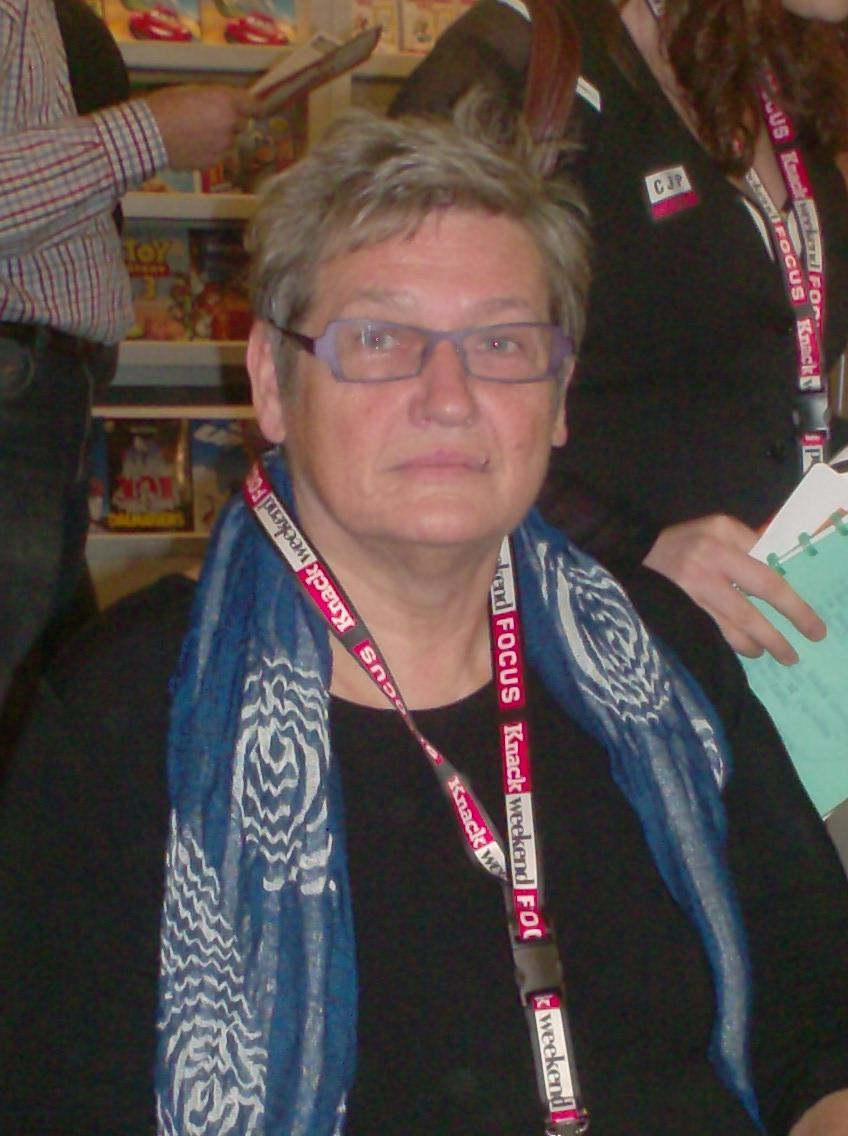
Leona Detiège

Leona Maria Detiège (* 26. November 1942 in Antwerpen) ist eine belgische Politikerin der Belgische Socialistische Partij (BSP) sowie zuletzt der Socialistische Partij (SP), die sowohl Mitglied der  Abgeordnetenkammer als auch des Senats von Belgien war. Sie war ferner Staatssekretärin in der achten und neunten Regierung von Premierminister Wilfried Martens sowie zwischen 1995 und 2003 Bürgermeisterin von Antwerpen.

## Leben

### Studium, berufliche Tätigkeiten und Abgeordnete
Leona Detiège war die Tochter von Frans Detiège, der zwischen 1947 und 1974 Mitglied der Abgeordnetenkammer, von 1947 bis 1976 Schöffe (Beigeordneter) für Soziales sowie 1976 kurzzeitig ebenfalls Bürgermeister von Antwerpen war.
Sie absolvierte nach dem Schulbesuch ein Studium in den Fächern Handelsbetriebslehre und Finanzwissenschaften an der Handelshochschule Antwerpen (Rijkshandelshogeschool Antwerpen) und schloss dieses mit einem Lizenziat ab. Im Anschluss war sie Mitarbeiterin in einem Planungsbüro und Rektorin der Volkshochschule Émile Vandervelde in Antwerpen, ehe sie zwischen 1970 und 1974 Mitarbeiterin im Wirtschaftsministerium war.
Ihre politische Laufbahn begann Leona Detiège als sie 1974 für die Belgische Sozialistische Partei zum Mitglied des Provinzialrates der Provinz Antwerpen gewählt wurde. Im Anschluss wurde sie 1977 erstmals zum Mitglied der Abgeordnetenkammer gewählt und vertrat dort bis zum 16. Dezember 1991 die Interessen des Arrondissement Antwerpen. Als solche war sie bis 1980 erst Mitglied des Kulturrates der Niederländischen Kulturgemeinschaft (Cultuurraad voor de Nederlandse Cultuurgemeenschap) und danach bis 1995 der Nachfolgeorganisation Flämischer Rat (Vlaamse Raad), aus dem später das Flämische Parlament (Vlaamse Parlement) hervorging.
Zugleich fungierte zwischen 1980 und 1988 als Mitglied des Interparlamentarischen Benelux-Rates sowie von 1983 bis 1995 als Mitglied des Distriktsrates von Antwerpen. Daneben engagierte sie sich wie ihr Vater in der Antwerpener Kommunalpolitik und war zwischen 1977 und 1982 sowohl Mitglied des Gemeinderates als auch Schöffin von Antwerpen.

### Staatssekretärin, Senatorin und Ministerin der Flämischen Regierung
Am 9. Mai 1988 wurde Leona Detiège von Premierminister Wilfried Martens in dessen achte Regierung berufen und übernahm in dieser sowie in der darauf folgenden neunten Regierung Martens die Funktion als Staatssekretärin für Pensionen. Als solche war sie bis zu ihrem Rücktritt am 21. Januar 1992 den damaligen Ministern für Pensionen, Alain Van der Biest und dann Gilbert Mottard beigeordnet. Für ihre politischen Verdienste wurde ihr am 1. März 1991 die Bürgermedaille Erster Klasse verliehen.
Am 16. Dezember 1991 wurde sie erstmals zum Mitglied des belgischen Senats gewählt und vertrat in diesem bis zum 12. April 1995 die Interessen des Arrondissement Antwerpen.
Nach ihrem Rücktritt wechselte Leona Detiège am 21. Januar 1992 in die Regierung von Flandern. Vorausgegangen war das schlechte Abschneiden der Regierung Martens bei den Wahlen vom 24. November 1991. Wenngleich die Koalition zwar ihre Mehrheit behalten konnte, musste sie Verluste hinnehmen. Die Wahlen, bei denen der rechtsradikale Vlaams Blok zahlreiche Stimmen erhielt, gingen besonders in Flandern als „schwarzer Sonntag“ (Zwarte Zondag) in die Geschichte ein. Neben ihr zogen sich auch der Minister für Beschäftigung und Arbeit Luc Van den Brande und die Ministerin für Haushalt und Wissenschaftspolitik Wivina Demeester aus der scheidenden nationalen Regierung zurück, um der flämischen Regierung beitreten zu können, in der Van den Brande Ministerpräsident wurde.
Van den Brande berief daraufhin Leona Detiège am 21. Januar 1992 als Ministerin für Beschäftigung und Volksgesundheit in Regierung Flanderns. Im Rahmen einer kurz darauf erfolgten Regierungsneugestaltung übernahm sie am 30. Januar 1992 das Amt als Ministerin für Beschäftigung und Soziale Angelegenheiten und bekleidete dieses bis zum 31. Dezember 1994.

### Bürgermeisterin von Antwerpen und Rückkehr in den Senat
Bei den Gemeinderatswahlen vom 9. Oktober 1994 wurde sie wieder zum Mitglied des Gemeinderates von Antwerpen gewählt und gehörte diesem bis zu den Wahlen vom 22. Oktober 2006 an.
Am 1. Januar 1995 wurde sie Nachfolgerin ihres Parteifreundes Bob Cools als Bürgermeisterin von Antwerpen. Dieses Amt bekleidete Leona Detiège, die für ihre langjährigen Verdienste am 19. Mai 1995 auch zur Kommandeurin des Leopoldsordens ernannt wurde, bis zu ihrem Rücktritt am 9. Juli 2003. Grund ihres Rücktritts war die sogenannte VISA-Affäre, bei der es um gefälschte Kreditkartenabrechnungen von Politikern und Mitarbeiter der Gemeindeverwaltung Antwerpens ging. Nachfolger wurde daraufhin am 10. Juli 2003 Patrick Janssens.
Nachdem sie sich mehrere Jahre aus dem politischen Leben zurückgezogen hatte, wurde sie am 28. Oktober 2012 als Nachfolgerin von Marleen Temmerman erneut Mitglied des Senats von Belgien, dem sie bis zum 24. Mai 2014 angehörte.
Leona Detiège ist die Mutter von Maya Detiège, die seit 2003 als Vertreterin der Socialistische Partij Anders (sp.a) Mitglied der Abgeordnetenkammer ist.